# Standard Reference Method
Standard Reference Method (SRM) – amerykańska jednostka używana do określania barwy słodu oraz piwa. Alternatywą dla SRM jest europejska jednostka EBC, wprowadzona przez European Brewery Convention. Stosunek SRM:EBC wynosi 1:1,97, natomiast stosunek EBC:SRM wynosi 1:0,508. W ramach SRM wyróżnia się następujące barwy:
- słomkowa (2–3),
- żółta (3–4),
- złota (5–6),
- bursztynowa (7–9),
- ciemnobursztynowa / jasnomiedziana (10–14),
- miedziana (14–17),
- ciemnomiedziana / jasnobrązowa (17–18),
- brązowa (19–22),
- ciemnobrązowa (23–30),
- mocno ciemnobrązowa (30–35),
- czarna (36–40),
- czarna nieprzejrzysta (>40).